# Ӎ (слово ћирилице)
Ӎ ӎ (Ӎ ӎ; искошено: Ӎ ӎ) је писмо ћириличног писма. Зове се М са репом. Његов облик је изведен од ћириличног слова Ем (М м) додавањем репа на десну ногу.
Ӎ се користи само у писму језика Килдин-Сами да представља безвучни двоуснени носни звук /m̥/.

## Рачунарски кодови
| Знак                      | Ӎ                                    | Ӎ                                    | ӎ                                  | ӎ                                  |
| ------------------------- | ------------------------------------ | ------------------------------------ | ---------------------------------- | ---------------------------------- |
| Назив у Уникоду           | CYRILLIC CAPITAL LETTER EM WITH TAIL | CYRILLIC CAPITAL LETTER EM WITH TAIL | CYRILLIC SMALL LETTER EM WITH TAIL | CYRILLIC SMALL LETTER EM WITH TAIL |
| Врста кодирања            | децимална                            | хексадецимална                       | децимална                          | хексадецимална                     |
| Уникод                    | 1229                                 | U+04CD                               | 1230                               | U+04CE                             |
| UTF-8                     | 211 141                              | D3 8D                                | 211 142                            | D3 8E                              |
| Нумеричка референца знака | &#1229;                              | &#x4CD;                              | &#1230;                            | &#x4CE;                            |

## Слична слова
М м : Ћириличко слово М.
M m : Латинично слово М.